# SOUL BOX畑中ボクシングジム

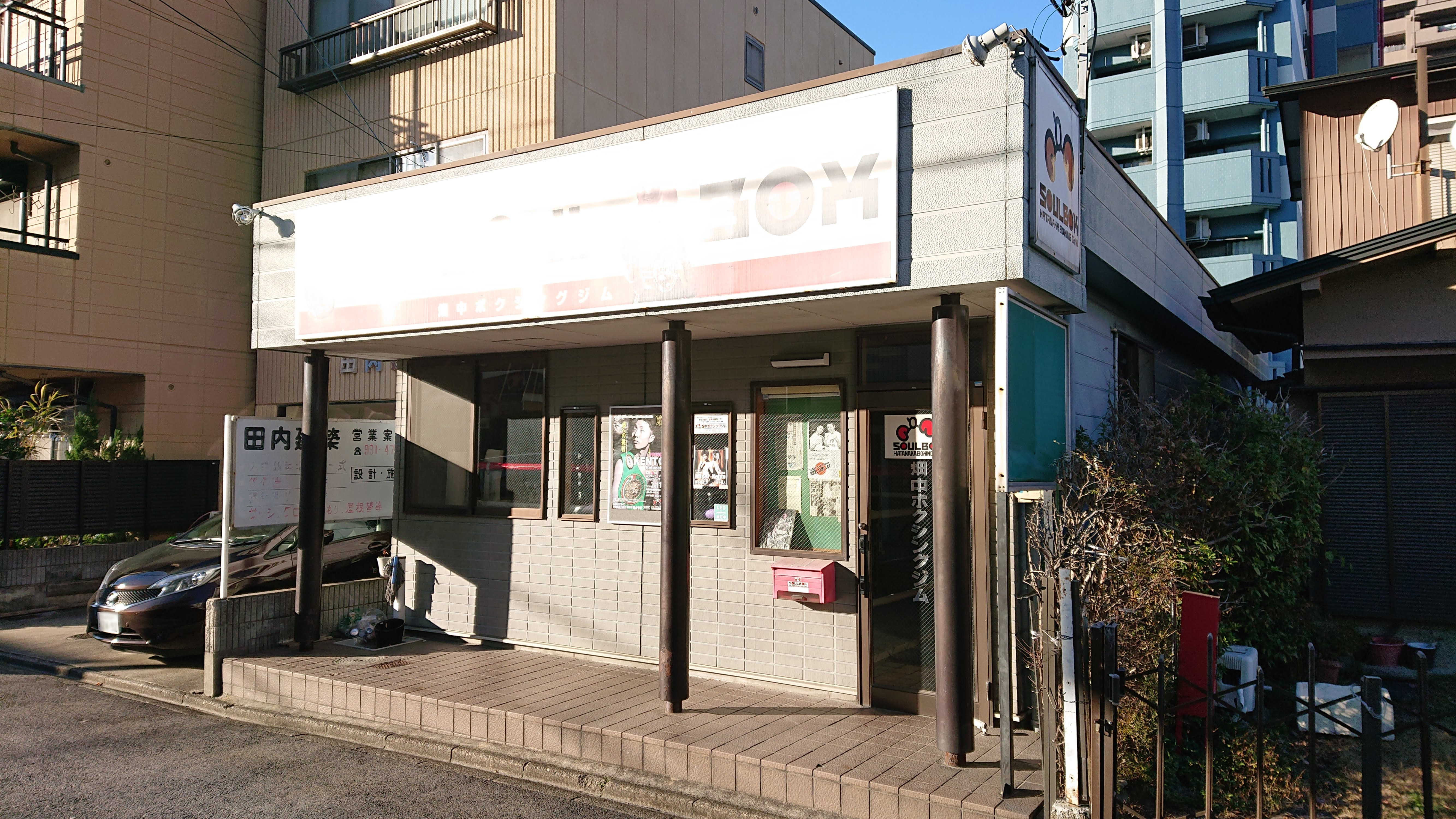
SOUL BOX畑中ボクシングジム（2020年（令和2年）1月）

SOUL BOX畑中ボクシングジム（ソウル ボックスはたなかボクシングジム）は、愛知県名古屋市北区上飯田西町にあるボクシングジム。会長は元WBC世界スーパーバンタム級王者畑中清詞。

## 主な選手

### 世界王者
- 田中恒成（WBO世界ミニマム級、ライトフライ級、フライ級、スーパーフライ級）

### 主な現役選手
- 畑中建人 （会長の長男、元WBC世界フライ級ユース王者、現WBOアジアパシフィックフライ級王者）
- 坂井涼（2023年度全日本フライ級新人王）

### 引退した主な選手
- 田中恒成（元WBO世界スーパーフライ級、元WBO世界フライ級、元WBO世界ミニマム級、元WBO世界ライトフライ級王者、第17代OPBF東洋太平洋ミニマム級王者）
- 杉田竜平（畑中ジムプロ第1号、世界挑戦1回、元日本スーパーフェザー級・元日本スーパーフェザー級暫定王者）
- 中野博（元日本フライ級、元OPBF東洋太平洋フライ級王者）
- 和賀寿和（花形ジムから移籍、元OPBF東洋太平洋ミニマム級王者）
- 真教杉田（天熊丸木ジムから移籍、元WBC世界スーパーバンタム級ユース王者）
- 岡橋龍一（元日本・東洋太平洋バンタム級1位）
- 林翔太（元日本フェザー級王者）
- 田中裕士（元WBC世界バンタム級ユース王者）